# Список імен валькірій

## Імена Валькірій
| Імена                                       | Значення                                         | Поява даної валькірії                                             |
| ------------------------------------------- | ------------------------------------------------ | ----------------------------------------------------------------- |
| Брунгільд                                   | «Битва бронею» або «Яскрава битва»               | Мова поезії                                                       |
| Ейр                                         | «Мир, милосердя» or «допомога, жаль»             | Тула про імена                                                    |
| Гейрахьод                                   | Від давньосканд. geirr («спис») і höð («битва»). | Мова Ґрімніра                                                     |
| Гейравьор                                   | Від давньосканд. Spear-vör (спис-вуста)          | Тула про імена                                                    |
| Гейдріфул                                   | Spear-flinger (спис-метальник)                   | Тула про імена                                                    |
| Гейрьонул, Гейррьонул, Гейрьомул, Гейрьолул | невизначено                                      | Мова Ґрімніра, Тула про імена                                     |
| Гейрскьогул                                 | «спис-шейкер»                                    | Hákonarmál, Пророкування вельви, Тула про імена                   |
| Гьолл                                       | «шум, бій»                                       | Мова Ґрімніра, Тула про імена                                     |
| Гьондул                                     | «паличка-валянка»                                | Пророкування вельви, Тула про імена                               |
| Гудр або Гуннр                              | «війна» or «бій»                                 | Пророкування вельви, Darraðarljóð, Видіння Ґюльві, Тула про імена |
| Херфьотур                                   | «обрив армії»                                    | Мова Ґрімніра, Тула про імена                                     |
| Хер'я                                       | «спустошити»                                     | Тула про імена                                                    |
| Хладгудр сванхвіт                           | «Hlaðguðr лебедино-білий»                        | Сказання про Велунда                                              |
| Гільд                                       | «бій»                                            | Пророкування вельви, Мова Ґрімніра, Darraðarljóð, Тула про імена  |
| Х'ялмсрімул                                 | «жінка-воїн»                                     | Тула про імена                                                    |
| Хервьор альвітр                             | «дивна істота»                                   | Сказання про Велунда                                              |
| Хьорсрімуль                                 | «меч воїна»                                      | Darraðarljóð, Тула про імена                                      |
| Хльокк                                      | «шум, битва»                                     | Мова Ґрімніра, Тула про імена                                     |
| Хріст                                       | «землетрус»                                      | Мова Ґрімніра, Тула про імена                                     |
| Хрунд                                       | «шило»                                           | Тула про імена                                                    |
| Кара                                        | «кучерява»                                       | Helgakviða Hundingsbana II                                        |
| Міст                                        | «хмара»                                          | Мова Ґрімніра, Тула про імена                                     |
| Йолрун                                      | «але-руна»                                       | Сказання про Велунда                                              |
| Рандгрідр або Рандгрід                      | «щит-перемир'я» або «щит-знищувач»               | Мова Ґрімніра, Тула про імена                                     |
| Райогрідр                                   | «любить покомандувати»                           | Мова Ґрімніра, Тула про імена                                     |
| Регінлейф                                   | «донька богів»                                   | Мова Ґрімніра, Тула про імена                                     |
| Рота                                        | «мокрий сніг та гроза»                           | Видіння Ґюльві                                                    |
| Саннгрідр                                   | «дуже жорстока»                                  | Darraðarljóð                                                      |
| Сігрдріфа                                   | «підбурювач до перемоги»                         | Sigrdrífumál                                                      |
| Сігрун                                      | «руна перемоги»                                  | Helgakviða Hundingsbana I, Helgakviða Hundingsbana II             |
| Скалмьолд                                   | «час меча»                                       | Тула про імена                                                    |
| Скеггьолд або Скеггйолд                     | «сокирний вік»                                   | Мова Ґрімніра, Тула про імена                                     |
| Скьогул                                     | «висока поверхня»                                | Hákonarmál, Пророкування вельви, Мова Ґрімніра, Тула про імена    |
| Скульд                                      | «майбутнє»                                       | Пророкування вельви, Видіння Ґюльві, Тула про імена               |
| Свеід                                       | «шум»                                            | Тула про імена                                                    |
| Свіпул                                      | «непостійний»                                    | Darraðarljóð, Тула про імена                                      |
| Фрьогн                                      | «тиша»                                           | Тула про імена                                                    |
| Фріма                                       | «бій»                                            | Тула про імена                                                    |
| Труд                                        | «міць» or «сила»                                 | Мова Ґрімніра, Тула про імена                                     |